# Bolama
Bolama  este un oraș  în  Guineea-Bissau, localizat pe insula Bolama, din arhipelagul Bijagós. Este reședinta  regiunii Bolama.